# Cierpice (województwo dolnośląskie)
Cierpice – wieś w Polsce położona w województwie dolnośląskim, w powiecie strzelińskim, w gminie Przeworno.

## Podział administracyjny
W latach 1975–1998 miejscowość administracyjnie należała do województwa wałbrzyskiego.

## Zabytki
Do wojewódzkiego rejestru zabytków wpisane są:
- kościół filialny pw. św. Józefa Oblubieńca, z 1335 r., XV w., 1801 r.
- park i ogród dworski, z czwartej ćwierci XVII w., trzeciej ćwierci XIX w.